# Richard L. Irby
Richard Logan Irby (* 26. Februar 1918 in Blackstone, Nottoway County, Virginia; † 6. März 2002 in Lexington, Virginia) war ein Generalmajor der United States Army. Er war unter anderem Kommandeur der 1. Kavalleriedivision.

## Militärische Karriere
Nach seiner Graduation am Virginia Military Institute gelangte er im Jahr 1939 in das Offizierskorps des US-Heeres. In der Armee durchlief er anschließend alle Offiziersränge vom Leutnant bis zum Zwei-Sterne-General.
Während des Zweiten Weltkriegs war Irby mit Panzereinheiten auf dem Kriegsschauplatz China-Burma-Indien eingesetzt. Nach zwischenzeitlich anderen Verwendungen nahm er Anfang der 1950er Jahre als Bataillonskommandeur in der 1. Kavalleriedivision am Koreakrieg teil. Dabei war er an einigen Gefechten beteiligt. Für seine damaligen militärischen Verdienste wurde er mit dem Orden Silver Star ausgezeichnet.
Im weiteren Verlauf seiner Karriere absolvierte er den für Offiziere in den entsprechenden Rangstufen üblichen Dienst in verschiedenen Einheiten und Standorten. Dabei wurde er unter anderem nach Deutschland versetzt, wo er Einheiten der 3. Panzerdivision kommandierte. Im Jahr 1966 erreichte er mit seiner Beförderung zum Brigadegeneral die Generalsränge. Gleichzeitig übernahm er die Leitung der Stabsabteilung G3 der 1. Kavalleriedivision, die im Vietnamkrieg eingesetzt war. Im August 1968 war er kommissarischer Kommandeur der Division. Während seiner Zeit in Vietnam war er auch in teilweise schwere Gefechte verwickelt.
Nach seiner Heimkehr erhielt Richard Irby das Kommando über das U.S. Army Infantry Training Center in Fort Polk in Louisiana. Im Jahr 1970 wurde er nach Fort Knox in Kentucky versetzt, wo er das Kommando über den dortigen Militärstützpunkt übernahm. Anschließend wurde er zum Generalmajor befördert und nach Fort Lewis im Bundesstaat Washington versetzt, wo er bis zu seiner Pensionierung im Jahr 1971 den dortigen Militärbezirk kommandierte.
Nach seiner Pensionierung leitete Richard Irby in den Jahren 1971 bis 1981 das Virginia Military Institutes (VMI).

## Persönliches
Richard Irby war ein Sohn von William Logan Irby (1888–1938) und dessen Frau Emma Moreland Gray (1888–1973).
Der seit 1942 mit Sarah Anne Short (1918–1994) verheiratete Offizier starb am 6. März 2002 und wurde auf dem Oak Grove Cemetery in Lexington (Virginia) beigesetzt.

## Orden und Auszeichnungen
Richard Irby erhielt im Lauf seiner militärischen Laufbahn unter anderem folgende Auszeichnungen:
- Army Distinguished Service Medal
- Silver Star
- Legion of Merit
- Bronze Star Medal
- Distinguished Flying Cross
- Air Medal
- Army Commendation Medal
- Joint Service Commendation Medal